# Bavo Coenen
Bavo Coenen (14 januari 2001) is een Belgisch voetballer die sinds 2025 onder contract ligt bij Park FC Houthalen.

## Carrière
Coenen ruilde in 2018 de jeugdopleiding van KRC Genk voor die van Oud-Heverlee Leuven. Twee jaar later trok hij naar Lommel SK. In het voorjaar van 2021 versierde hij een transfer naar de Zweedse derdeklasser FC Linköping City: nadat een jeugdvriend de club contacteerde mocht Coenen er gaan trainen, en na twee trainingen kreeg hij er al een profcontract aangeboden. Hij speelde er in het seizoen 2021 drie competitiewedstrijden.
In september 2021 sloot Coenen zich aan bij eersteprovincialer AS Verbroedering Geel. Een jaar later keerde hij terug naar Lommel SK, waar hij in het seizoen 2022/23 een paar keer de wedstrijdselectie van het eerste elftal haalde. Nadien verdween Coenen, die in 2023 een van de kandidaten van het derde seizoen van het VTM-programma Huis Gemaakt was, uit het profcircuit.
In de zomer van 2024 trainde Coenen een paar weken mee met Sporting Hasselt om het tijdelijke keeperstekort daar op te vangen. De doelman kwam in het seizoen 2024/25 evenwel uit voor eersteprovincialer Turkse FC. In maart 2025 raakte bekend dat Coenen na afloop van het seizoen zou overstappen naar reeksgenoot Park FC Houthalen.